# Alocasia ramosii
Alocasia ramosii là một loài thực vật có hoa trong họ Ráy (Araceae). Loài này được A.Hay mô tả khoa học đầu tiên năm 1999.